# Бергамот
Бергамот (Citrus bergamia), Бергамотска наранџа, јединствена по својој ароматичности и карактеристичном укусу, представља цитрусно воће средње величине, слично наранџи, са жутом или зеленом бојом, зависно о степену зрелости. Иако је препуно витамина C, B1, B2, A и калијума, воће се не једе свеже због веома јаког, киселог укуса. Зато се обично кандира и чест је састојак ратлука, а од коре се прави ароматично и освежавајуће уље..Као хибрид лимуна и горке наранџе, бергамот (Citrus bergamia) је родом из Јужне Азије, а данас је најпознатији по гајењу у околини италијанског града Ређо ди Калабрија. 

## Етимологија
Име "бергамот" потиче од италијанске речи "bergamotto", а може бити повезано с италијанским градом Бергамо или турским изразом "beg armudu" (بك آرمودی), што значи "кнежева крушка".

## Производња и распрострањеност
Производња бергамота је најизраженија на обали Јонског мора у округу Ређо ди Калабрија, где је ово воће постало симбол целог града. Италија предводи у производњи, али бергамот се такође гаји у Аргентини, Бразилу, Алжиру, Мароку, Тунису, Турској и Југоисточној Азији.
Хемијски састав и Физичка Својства: Бергамотско уље, добијено из коре плода, садржи флавоноиде као што су неоериоцитрин, нарингин, неохесперидин, мелитидин, брутиеридин и бергамотин. Лист бергамота садржи различите индол алкалоиде.

## Примена у парфемима
Бергамот је цитрусно воће, а есенцијално уље добијено из његове коре се често користи у парфемима. Оно има свеж, воћан, и цветни аромат, што га чини популарним састојком у многим мирисним композицијама. Арома бергамота обично је лака и освежавајућа, с додатком слатких и зачинских тонова.
Бергамот често доприноси топлини и комплексности мирисним нотама, додајући им димензију и хармонију. Он се користи и као топ нота, што значи да је први аромат који осетите када нанесете парфем.
Пошто бергамот има светлу, свежу арому, често се комбинује са другим цитрусним нотама, цветовима, дрвеним и зачинским мирисима да би се створила различита и ускладена мирисна композиција. У парфемској индустрији, бергамот је широко примењив и налази се у различитим типовима парфема, од свежих и летњих до топлих и зимских арома.

## Историја и значај
Бергамот има богату историју, а користио се као антисептик и лек за фебрилна стања. Током 18. и 19. века стекао је популарност у парфемској индустрији. Током Другог светског рата, италијанска производња била је ограничена, али је бергамот из Бразила и Мексика заменио италијански производ на тржишту.

## Бергамот у чајевима
Сви знају да су Енглези луди за чајем, као и да је имиљени и најпознатији бренд Еарл Греј. Он носи име по Чарслу, аристократи и премијеру Велике Британије 1830-1834. године, познатом по бројним реформама од којих је једна и забрана ропства у Британској империји. А оно по чему је чај Еалр Греј препознатљив и разликује се од осталих црних чајева јесте арома бергамота.
Иако тачан извор рецептуре није познат, постоје две верзије. Прва представља да је арома бергамота дошла када је пошиљка чаја путовала са гајбама бергамота. Друга верзија тврди да је мешавину створио кинески познаник Греја, скривајући неугодан мирис воде на његовом имању. Независно од тога, арома бергамота је постала толико популарна да је промена формуле од стране компаније Твинингс 2011. године изазвала буну у Великој Британији, што би у нашим крајевима било као да неко укине домаћу кафу.

## Токсикологија и истраживања
Бергамотско уље може имати фототоксични ефекат на кожи. Иако је било истраживања о могућим биолошким ефектима, тренутно није могуће извести квалитетне закључке. Коришћење на кожи може представљати ризик за осетљиве групе, а конзумација може изазвати мишићне грчеве. Битно је познавање безбедних начина употребе бергамота, особито код деце и трудница.
Бергамот је тако опојан да може у току тренутка подигнути расположење. Арома терапија бергамотом је природни антидепресив. Истраживања су показала да мирис бергамота у чекаоницама институција за ментално здравље повећава осећај позитивности. Удисањем мириса бергамота смањује се ниво хормона стреса -кортизола. Особама које имају проблеме с контролом апетита и склоне су преједању, може помоћи у нормализацији потребе за храном и борби против гојазности.
Уље бергамота такође има специфичне користи за кожу. Уље бергамота ефикасно убрзава зараставање рана, смирује упале, непрекидно користење помаже код псоријазе и докажано је ефикасно против бактерија и гљивица. Поред тога, регенеративна својства бергамота чине га савршеним састојком у природној козметици.

## Закључак
Бергамот, са својом карактеристичном аромом и широком применом, представља важан елемент у свету ароматерапије и парфемске индустрије. Историјски и кулинарски значај овог цитрусног воћа чине га несамосталним и неизбежним делом културе и кулинарске традиције.